# Тошев, Облокул Тошевич
Облокул Тошевич Тошев (12 февраля 1932, Пенджикент, Согдийская область, Таджикская ССР — 30 января 2009, Душанбе, Таджикистан) — академик, доктор экономических наук, профессор.
В 1954 году окончил Душанбинский Государственный Педагогический Институт . С 1954 по 1956 годы командир отделения 77 гвардейского стрелкового полка Калининградского военного округа. С 1956 по 1957 годы — инструктор отдела студенческой молодежи ЦК ЛКСМ Таджикистана. С 1957 по 1960 годы — преподаватель политэкономии Совпартшколы при ЦК КП Таджикистана. С 1962 по 1964 годы — аспирант Московского Государственного Университета (МГУ) им. М. В. Ломоносова. С 1974 по 1981 годы — декан заочного факультета Таджикского Сельскохозяйственного Института. В 1976 году в МГУ защитил докторскую диссертацию. С 1981 года заведующий кафедрой политэкономии Душанбинский Государственный Педагогический Институт.
В 1998 году Указом президента Республики Таджикистан за № 1059 от 4 сентября 1998 года Тошеву О. Т. присвоено звание «Заслуженный работник Таджикистана».
Среди ученых-экономистов Таджикистана и зарубежья Тошев О. Т. пользовался заслуженным авторитетом. Им опубликовано более 70 научных трудов общим объёмом более 200 печатных листов, в том числе 7 монографий и 3 учебных пособия по основам экономической теории. Многие отечественные и зарубежные ученые в своих научных трудах давали ссылки на научные теории, выдвинутые Тошевым О. Под его руководством подготовлено более 20 ученых-экономистов. Его имя вписано в Советскую экономическую энциклопедию как одного из самых крупных ученых в области политэкономии.

## Научные труды
- Социально-экономические проблемы развития и использования общественных фондов потребления в колхозе // Тошев О. Т. 336 с 20 см, Душанбе Ирфон 1978.
- Региональные аспекты социалистического образа жизни // Тошев О. Т. 127,[1] с. 20 см, Душанбе Ирфон 1989.
- Стратегия внешнеэкономической деятельности Республики Таджикистан в период перехода к рыночным отношениям (недоступная ссылка) // Тошев О. Т. 199 с, Душанбе 2007.